# Bharatheeya mucoidea
Bharatheeya mucoidea är en svampart som beskrevs av D'Souza & Bhat 2002. Bharatheeya mucoidea ingår i släktet Bharatheeya, divisionen sporsäcksvampar och riket svampar.   Inga underarter finns listade i Catalogue of Life.